# Ettore Mazzarri
Ettore Mazzarri (Torococo, 7 giugno 1919 – El Limón, 8 ottobre 2009) è stato un chimico italiano con cittadinanza venezuelana.

## Biografia
Nato nel 1919 in un paesino dello Stato Trujillo (Venezuela), situato oltre i 1500 metri sul livello del mare, di nome Torococo. Figlio di Teodoro Mazzarri (Campo nell'Elba, 1883 – Torococo, Venezuela, 1948) e di Ester Bartolommei (Portoferraio, 1885 – Portoferraio, 1925), che si sono stabiliti nelle Ande venezuelane all'inizio del XX secolo.
Nell'anno 1925, la famiglia ritorna all'Isola d'Elba dove la madre mori un mese dopo aver dato alla luce suo fratello Giorgio Mazzarri. Rimase in Italia con i suoi fratelli (Elvira e Giorgio Mazzarri), mentre il padre continuava a vivere in Venezuela.
In Italia studia fino ad iscriversi all'Università di Pisa. Sopraggiunge intanto la Seconda Guerra Mondiale e si arruola spontaneamente nella Marina Militare. Durante il servizio militare completa gli studi di Chimica.  Richiesto dal  governo venezuelano, parte così, con sua moglie incinta di sette mesi ed un bambino di sei anni, per il Venezuela nell'anno 1948.

## Ministero della Sanità, Venezuela: 1948 - 1986
Attraverso il Ministro della Sanità e della Assistenza Sociale, Arnoldo Gabaldón, ha lavorato come fondatore e capo del Laboratorio Chimico di Malariologia a Maracay dal 1948 fino al 1986.